# Doleschallia borneensis
Doleschallia borneensis is een vlinder uit de familie Nymphalidae. De wetenschappelijke naam van de soort is voor het eerst geldig gepubliceerd in 1900 door Frederic Moore.